# Louis-Sébastien Le Nain de Tillemont
Louis-Sébastien Le Nain de Tillemont (Parigi, 30 novembre 1637 – 10 gennaio 1698) è stato uno storico francese.

## Biografia
Fu allievo dei “solitari” delle petites écoles di Port-Royal des Champs e fece il suo ingresso nello stesso monastero dopo l'ordinazione sacerdotale (1676): collaborò a parecchi scritti di alcuni dei suoi maestri. Nel 1679, costretto ad abbandonare il monastero, si stabilì a Tillemont. 
Lettore degli storici classici, Louis-Sébastien Le Nain de Tillemont fu l'autore di una monumentale opera sulla storia dell'Impero romano e della Chiesa ancora oggi considerata, per l'ampiezza e la precisione di dettagli, un'opera di consultazione.
Tillemont dovette adeguarsi all'intervento della censura ecclesiastica pubblicando la sua opera divisa in due parti; la prima, "Storia degli imperatori e degli altri principi che hanno regnato durante i primi sei secoli della Chiesa" (Histoire des empereurs et des autres princes qui ont regné durant les six première siècles de l'Eglise), in sei volumi (pubblicati dal 1690 al 1697: gli ultimi due postumi nel 1701 e nel 1738). La seconda parte fu edita con il titolo di "Memorie da utilizzare per la storia ecclesiastica dei primi sei secoli" (Memoires pour servire à l'histoire ecclesiastique des six premiéres siècles).
Tillemont esamina per la prima volta in Francia la storia della Chiesa andando direttamente alle fonti, cercando la massima fedeltà ai fatti e distinguendo tra storia sacra e profana, indagando il rapporto tra potere politico e religioso nei primi sei secoli di vita della Chiesa, tentando di stabilire con precisione storiografica la verità dei fatti.
Tillemont fu uno dei primi storici che si resero conto come quella data del 476 d.C., che avrebbe segnato l'anno della caduta dell'Impero, era del tutto generica, apparendo chiaro che dopo quell'anno la situazione politica e sociale dell'Impero rimaneva immutata rispetto a prima e che il cambiamento si notava solo dopo il VI secolo.
Tillemont non fece dunque nessuna differenza tra impero romano d'Occidente e impero d'Oriente e la sua fu semplicemente "la storia dell'impero romano" fino al VI secolo, da Augusto a Giustiniano. Inoltre, come notò Momigliano, Tillemont, forse più del laico Niccolò Machiavelli, si era sforzato di presentare la storia dell'Impero assolutamente disgiunta da quella della Chiesa con il proposito di giustificare «l'assolutismo del potere monarchico», in base al principio del «princeps legibus solutus» (principe libero dall'osservanza delle leggi).

## Opere principali
- Histoire des empereurs... qui ont régné durant les six premiers siècles de l'Histoire (1691)
- Mémoires pour servir à l'Histoire ecclésiastique des six premiers siècles, justifiés par les citations des auteurs originaux avec une chronologie où l'on fait un abrégé de l'histoire ecclésiastique et avec des notes pour éclaircir les difficultés des faits et de la chronologie (1693)
- Vie de Saint Louis roi de France (1688)